# Нодососма
Нодососма — мультибелковый комплекс состоящий из рецепторов опознавания паттерна и внутриклеточных сенсоров патогенов NOD2 и CARD8. Их активация приводит к активации каспазы-1 и NF-κB. Являются ключевыми медиаторами иммунных реакций на бактерии и развитие воспаления. Критическим белком для образования нодосомы является RIP2 (рецептор-взаимодействующий белок 2), который после ассоциации с NOD1 или NOD2 стимулирует последующую активацию NF-k B, передачу сигналов MAPK (митоген-активирующая протеинкиназа) и последующие провоспалительные реакции.